# Język arapesz abu
Język arapesz abu (abu-arapeski, ua) – język z Papui-Nowej Gwinei z rodziny torricelli, z gałęzi arapeskiej, którym posługuje się blisko 2600 mieszkańców ziemi wokół rzeki Sepik.